# Lea Henry
Ludi "Lea" Henry (Colquitt, 22 november 1961) is een voormalig Amerikaans basketbalspeelster. Zij won met het Amerikaans basketbalteam de gouden medaille tijdens de Olympische Zomerspelen 1984. Ook won ze met het nationale team twee keer goud op de World University Games.  
Henry speelde voor het team van de University of Tennessee. Daarna speelde ze voor de Houston Shamrocks in de American Basketball Association. Tijdens de Olympische Zomerspelen 1984 in Los Angeles won ze olympisch goud door Zuid-Korea te verslaan in de finale met 85-55.
Na haar carrière als speler werd zij basketbalcoach. Ze was 16 jaar lang coach van het vrouwenteam van de Georgia State University. Van 2011 tot en met 2016 was ze coach van Darton State College.